# Râul Surdu
Râul Surdu sau Râul Surdului este un curs de apă din România, afluent al Râului Mare. 